# Hrabstwo Racine
Hrabstwo Racine (ang. Racine County) – hrabstwo w stanie Wisconsin w Stanach Zjednoczonych.
Obszar całkowity hrabstwa obejmuje powierzchnię 791,9 mil² (2051,01 km²). Według szacunków United States Census Bureau w roku 2009 miało 200 601 mieszkańców. Jego siedzibą administracyjną jest Racine.
Hrabstwo zostało utworzone z 1836. Nazwa pochodzi od rzeki Root (fr. racine).
Na obszarze hrabstwa znajdują się rzeki Des Plaines, Fox, Pike i Root oraz 21 jezior.

## Miasta
- Burlington
- Dover
- Raymond
- Racine
- Norway
- Waterford
- Yorkville

## Wioski
- Caledonia
- Elmwood Park
- Mount Pleasant
- North Bay
- Rochester
- Sturtevant
- Union Grove
- Waterford
- Wind Point

## CDP
- Bohners Lake
- Browns Lake
- Eagle Lake
- Tichigan
- Wind Lake